# Ґурка-Кльоновська
Ґурка-Кльоновська (пол. Górka Klonowska) — село в Польщі, у гміні Кльонова Серадзького повіту Лодзинського воєводства.
У 1975-1998 роках село належало до Серадзького воєводства.